# Белокуров, Василий Антонович
Васи́лий Анто́нович Белоку́ров (1923, Казахстан — 10.09.1944) — комсорг стрелкового батальона 436-го стрелкового полка, старшина, полный кавалер ордена Славы.

## Биография
Родился в 1923 году в селе Гуляй-Поле Шортандинского района Акмолинской области Казахстана. Украинец. Образование неполное среднее. Работал трактористом в колхозе. В 1940 году поступил в Жолымбетскую школу ФЗО, по окончании которой работал бурильщиком на руднике.
В августе 1942 года был призван а Красную Армию Сталинским райвоенкоматом Акмолинской области. С того же времени на фронте. Воевал на Калининском, Воронежском 1-м Украинском фронтах. Через год с небольшим был уже старшиной, а потом комсомольским организатором стрелкового батальона.
3 апреля 1944 года в бою за населенный пункт Констанция 3-й стрелковый батальона, комсоргом в котором был старшина Белокуров, отразил несколько контратак противника. Во время боя обнаружил подход свежей колонны вражеской пехоты. Офицеров рядом не было и комсорг принял командование на себя. Послав донесение комбату, он поднял бойцов а атаку. Дружным ударом вражеский резерв был рассеян. В этой схватке Белокуров лично истребил 12 фашистов. Восемь солдат и один офицер были взяты в плен. За инициативу и храбрость проявленные в бою был представлен к награждению орденом Славы.
Наступление продолжалось, и спустя несколько дней комсорг вновь отличился.
16 апреля при освобождении населенного пункта Осовцы батальон несколько часов удерживал занятый рубеж. Когда из строя вышел комбат, а следом и заменивший его офицер, командование взял на себя Белокуров. Организовал оборону, в бою лично из автомата истребил 10 вражеских солдат, вынес с поля боя раненого офицера. За умелое руководство боем, спасение офицера и личную отвагу был вновь представлен к награждению орденом Славы.
Приказом командира 155-й стрелковой дивизии от 20 апреля 1944 года старшина Белокуров Василий Антонович награждён орденом Славы 3-й степени
Приказом от 9 июня 1944 года старшина Белокуров Василий Антонович награждён орденом Славы 2-й степени
В середине июля 1944 года началась Львовско-Сандомирская наступательная операция, в ходе которой 155-я стрелковая дивизия вышла к реке Днестр в районе города Галич.
23-24 июля 1944 года старшина Белокуров одним из первых с бойцами 7-й стрелковой роты 436-го стрелкового полка форсировал реку Днестр. Воины захватил и удержали позиции на правом берегу, обеспечивая переправу остальных подразделений. Отражая контратаки врага, нанес ему ощутимый урон в живой силе и боевой технике. Лично уничтожил до 10 фашистов. За смелость и отвагу проявленные при форсировании реки Днестр старшина Белокуров был представлен к награждению орденом Славы 1-й степени.
Эту награду родины воин получить не успел. Пока ходил наградные документы, наступление продолжалось, бои шли уже на территории Польши. 10 сентября 1944 года старшина Белокуров погиб в бою в районе населенного пункта Санок.
Указом Президиума Верховного Совета СССР от 24 марта 1945 года за исключительное мужество, отвагу и бесстрашие, проявленные в боях с вражескими захватчиками старшина Белокуров Василий Антонович награждён орденом Славы 1-й степени. Стал полным кавалером ордена Славы.
Похоронен на месте боя — в 1 км от юго-восточной окраины города Санок.
Награждён орденами Славы 3-х степеней.